# Hoe (Nielson)
Hoe is een single van de Nederlandse zanger Nielson samen met Miss Montreal. In de video-clip acteren Martijn Lakemeier en Sigrid ten Napel.

## Hitnoteringen
| Hitlijst           | Datum van binnenkomst | Hoogste positie | Aantal weken | Laatste notering |
| ------------------ | --------------------- | --------------- | ------------ | ---------------- |
| Single Top 100     | 20-04-2013            | 5               | 33           | 18-01-2014       |
| Nederlandse Top 40 | 27-04-2013            | 4               | 24           | 05-10-2013       |

### Nederlandse Top 40
| Hitnotering: 27-04-2013 t/m 05-10-2013 | Hitnotering: 27-04-2013 t/m 05-10-2013 | Hitnotering: 27-04-2013 t/m 05-10-2013 | Hitnotering: 27-04-2013 t/m 05-10-2013 | Hitnotering: 27-04-2013 t/m 05-10-2013 | Hitnotering: 27-04-2013 t/m 05-10-2013 | Hitnotering: 27-04-2013 t/m 05-10-2013 | Hitnotering: 27-04-2013 t/m 05-10-2013 | Hitnotering: 27-04-2013 t/m 05-10-2013 | Hitnotering: 27-04-2013 t/m 05-10-2013 | Hitnotering: 27-04-2013 t/m 05-10-2013 | Hitnotering: 27-04-2013 t/m 05-10-2013 | Hitnotering: 27-04-2013 t/m 05-10-2013 | Hitnotering: 27-04-2013 t/m 05-10-2013 |
| Week:                                  | 1                                      | 2                                      | 3                                      | 4                                      | 5                                      | 6                                      | 7                                      | 8                                      | 9                                      | 10                                     | 11                                     | 12                                     | 13                                     |
| -------------------------------------- | -------------------------------------- | -------------------------------------- | -------------------------------------- | -------------------------------------- | -------------------------------------- | -------------------------------------- | -------------------------------------- | -------------------------------------- | -------------------------------------- | -------------------------------------- | -------------------------------------- | -------------------------------------- | -------------------------------------- |
| Positie:                               | 22                                     | 17                                     | 13                                     | 10                                     | 10                                     | 7                                      | 5                                      | 4                                      | 4                                      | 4                                      | 7                                      | 6                                      | 6                                      |
| Week:                                  | 14                                     | 15                                     | 16                                     | 17                                     | 18                                     | 19                                     | 20                                     | 21                                     | 22                                     | 23                                     | 24                                     |                                        |                                        |
| Positie:                               | 8                                      | 8                                      | 8                                      | 10                                     | 11                                     | 13                                     | 19                                     | 20                                     | 32                                     | 35                                     | 36                                     | uit                                    |                                        |

### NederlandseSingle Top 100
| Hitnotering: (week 1 t/m 30) 20-04-2013 t/m 09-11-2013 Hitnotering: (week 31 t/m) 04-01-2014 t/m | Hitnotering: (week 1 t/m 30) 20-04-2013 t/m 09-11-2013 Hitnotering: (week 31 t/m) 04-01-2014 t/m | Hitnotering: (week 1 t/m 30) 20-04-2013 t/m 09-11-2013 Hitnotering: (week 31 t/m) 04-01-2014 t/m | Hitnotering: (week 1 t/m 30) 20-04-2013 t/m 09-11-2013 Hitnotering: (week 31 t/m) 04-01-2014 t/m | Hitnotering: (week 1 t/m 30) 20-04-2013 t/m 09-11-2013 Hitnotering: (week 31 t/m) 04-01-2014 t/m | Hitnotering: (week 1 t/m 30) 20-04-2013 t/m 09-11-2013 Hitnotering: (week 31 t/m) 04-01-2014 t/m | Hitnotering: (week 1 t/m 30) 20-04-2013 t/m 09-11-2013 Hitnotering: (week 31 t/m) 04-01-2014 t/m | Hitnotering: (week 1 t/m 30) 20-04-2013 t/m 09-11-2013 Hitnotering: (week 31 t/m) 04-01-2014 t/m | Hitnotering: (week 1 t/m 30) 20-04-2013 t/m 09-11-2013 Hitnotering: (week 31 t/m) 04-01-2014 t/m | Hitnotering: (week 1 t/m 30) 20-04-2013 t/m 09-11-2013 Hitnotering: (week 31 t/m) 04-01-2014 t/m | Hitnotering: (week 1 t/m 30) 20-04-2013 t/m 09-11-2013 Hitnotering: (week 31 t/m) 04-01-2014 t/m | Hitnotering: (week 1 t/m 30) 20-04-2013 t/m 09-11-2013 Hitnotering: (week 31 t/m) 04-01-2014 t/m | Hitnotering: (week 1 t/m 30) 20-04-2013 t/m 09-11-2013 Hitnotering: (week 31 t/m) 04-01-2014 t/m | Hitnotering: (week 1 t/m 30) 20-04-2013 t/m 09-11-2013 Hitnotering: (week 31 t/m) 04-01-2014 t/m | Hitnotering: (week 1 t/m 30) 20-04-2013 t/m 09-11-2013 Hitnotering: (week 31 t/m) 04-01-2014 t/m | Hitnotering: (week 1 t/m 30) 20-04-2013 t/m 09-11-2013 Hitnotering: (week 31 t/m) 04-01-2014 t/m | Hitnotering: (week 1 t/m 30) 20-04-2013 t/m 09-11-2013 Hitnotering: (week 31 t/m) 04-01-2014 t/m | Hitnotering: (week 1 t/m 30) 20-04-2013 t/m 09-11-2013 Hitnotering: (week 31 t/m) 04-01-2014 t/m | Hitnotering: (week 1 t/m 30) 20-04-2013 t/m 09-11-2013 Hitnotering: (week 31 t/m) 04-01-2014 t/m | Hitnotering: (week 1 t/m 30) 20-04-2013 t/m 09-11-2013 Hitnotering: (week 31 t/m) 04-01-2014 t/m | Hitnotering: (week 1 t/m 30) 20-04-2013 t/m 09-11-2013 Hitnotering: (week 31 t/m) 04-01-2014 t/m |
| Week:                                                                                            | 1                                                                                                | 2                                                                                                | 3                                                                                                | 4                                                                                                | 5                                                                                                | 6                                                                                                | 7                                                                                                | 8                                                                                                | 9                                                                                                | 10                                                                                               | 11                                                                                               | 12                                                                                               | 13                                                                                               | 14                                                                                               | 15                                                                                               | 16                                                                                               | 17                                                                                               | 18                                                                                               | 19                                                                                               | 20                                                                                               |
| ------------------------------------------------------------------------------------------------ | ------------------------------------------------------------------------------------------------ | ------------------------------------------------------------------------------------------------ | ------------------------------------------------------------------------------------------------ | ------------------------------------------------------------------------------------------------ | ------------------------------------------------------------------------------------------------ | ------------------------------------------------------------------------------------------------ | ------------------------------------------------------------------------------------------------ | ------------------------------------------------------------------------------------------------ | ------------------------------------------------------------------------------------------------ | ------------------------------------------------------------------------------------------------ | ------------------------------------------------------------------------------------------------ | ------------------------------------------------------------------------------------------------ | ------------------------------------------------------------------------------------------------ | ------------------------------------------------------------------------------------------------ | ------------------------------------------------------------------------------------------------ | ------------------------------------------------------------------------------------------------ | ------------------------------------------------------------------------------------------------ | ------------------------------------------------------------------------------------------------ | ------------------------------------------------------------------------------------------------ | ------------------------------------------------------------------------------------------------ |
| Positie:                                                                                         | 14                                                                                               | 20                                                                                               | 17                                                                                               | 7                                                                                                | 10                                                                                               | 9                                                                                                | 6                                                                                                | 5                                                                                                | 5                                                                                                | 5                                                                                                | 9                                                                                                | 7                                                                                                | 7                                                                                                | 9                                                                                                | 10                                                                                               | 10                                                                                               | 12                                                                                               | 10                                                                                               | 16                                                                                               | 22                                                                                               |
| Week:                                                                                            | 21                                                                                               | 22                                                                                               | 23                                                                                               | 24                                                                                               | 25                                                                                               | 26                                                                                               | 27                                                                                               | 28                                                                                               | 29                                                                                               | 30                                                                                               |                                                                                                  | 31                                                                                               | 32                                                                                               | 33                                                                                               | 34                                                                                               | 35                                                                                               | 36                                                                                               | 37                                                                                               | 38                                                                                               | 39                                                                                               |
| Positie:                                                                                         | 28                                                                                               | 30                                                                                               | 41                                                                                               | 37                                                                                               | 49                                                                                               | 67                                                                                               | 63                                                                                               | 79                                                                                               | 81                                                                                               | 93                                                                                               | uit                                                                                              | 75                                                                                               |                                                                                                  |                                                                                                  |                                                                                                  |                                                                                                  |                                                                                                  |                                                                                                  |                                                                                                  |                                                                                                  |

### NPO Radio 2 Top 2000
| Nummer met noteringen in de NPO Radio 2 Top 2000 | '14  | '15  | '16  |
| ------------------------------------------------ | ---- | ---- | ---- |
| Hoe                                              | 1102 | 1522 | 1927 |

1. ↑  Een vetgedrukt getal geeft de hoogste notering aan.
2. ↑  2014 was het eerste jaar met een notering voor dit nummer.
3. ↑  Deze tabel is bijgewerkt tot en met de laatste editie (2024).

## Prijzen
- Deze single kreeg op 5 februari 2014 een 100% NL Award voor 'Hit van het Jaar'

## Covers
- In 2021 bracht Hape Kerkeling onder de titel Gudrun een Duitstalige cover uit.[1]